# Reinhard Summerer
Reinhard Summerer (Buchberg (Stiermarken), 14 december 1971) is een Oostenrijkse componist, dirigent, muziekpedagoog, trombonist, jazzmusicus en jazzcomponist.

## Levensloop
Summerer studeerde aan de Universität für Musik und darstellende Kunst in Graz muziektheorie bij Johann Sengstschmid, Gerhard Präsent en Bernhard Lang en trombone bij Carsten Svanberg en Erich Kleinschuster verder bij Ed Neumeister. Hij nom ook deel aan meester-cursussen van Bill Holman en Michael Abene. In 1998 kreeg hij de titel Magister artium an deze universiteit. 
Sinds 2002 is hij als docent aan het Instituut voor Jazz aan de Universität für Musik und darstellende Kunst in Graz werkzaam. 
Als trombonist werkt hij mee in het Berndt Luef's Jazztett Forum Graz en sinds 2001 is hij lid van de Jazz Big Band Graz. Hij is stichter, leider en trombonist van het koperkwintet Styrian Brass. Summerer is dirigent van de Composers Ensemble van de Universität für Musik und darstellende Kunst (Kunstuniversiteit) Graz en van de Blasorchester des Johann-Josef-Fux Konservatoriums in Graz. 
Als componist is hij aan de verschillende postmoderne stijl-richtingen georiënteerd. Bij de compositiewedstrijd van de Steirischer Blasmusikverband won hij de 1e prijs in 1998. In 2007 won hij de 1e prijs bij de compositiewedstrijd van de Eidgenössischer Blasmusik-Verband voor het verplicht werk van de Höchststufe.

## Composities

### Werken voor harmonieorkest
- 1992 Vier Miniaturen voor harmonieorkest
- 1997 Sonata voor harmonieorkest, op. 1 (1e prijs van de Steirischer Blasmusikverband in 1998)
- 1999 Three Miniatures, voor koperkwintet en harmonieorkest, op. 5
- 2000 Three Short Stories..., voor harmonieorkest, op. 7
- 2001 Concert Suite nr. 1 voor harmonieorkest, op. 24
- 2002 Scherzo Concertante voor harmonieorkest, op 14
- 2003 Clouds in the sky... voor jazztrio (trombone, contrabas, slagwerk) en harmonieorkest, op. 18
- 2003 Schneewittchen... voor verteller en harmonieorkest, op. 19
- 2004 The hard life of roman soldiers voor harmonieorkest, op. 17
- 2004 Concertino Piccante voor trombone en harmonieorkest, op. 20
- 2004 Drei Tänze voor harmonieorkest, op. 21
- 2005 Orlando Concert, voor trombone en harmonieorkest, op. 16
- 2005 Intrada Festiva voor harmonieorkest, op. 22
- 2006 Zeit für Natur voor harmonieorkest, op. 23
- 2006 Concert Suite nr. 2 voor harmonieorkest, op. 24
- 2006 Three in One, voor harmonieorkest (1e prijs bij de compositiewedstrijd van de Eidgenössischer Blasmusik-Verband)
- 2007 Rhapsodie, voor dwarsfluit en harmonieorkest, op. 25
- 2007 Trip to heaven, rock trip
- 2008 Concert, voor bugel en harmonieorkest, op. 27
- 2008 Divertimento Veneziano, voor harmonieorkest
- 2008 Aufsteirern - Marsch, voor harmonieorkest
- 2008 Pro Centum, ouverture, op. 29
- 2009 Im Kräftereich voor harmonieorkest, op. 30
- 2010 Three Magical Stones voor harmonieorkest, op. 33
- 2010 Colourful Dreams, voor harmonieorkest
- 2011 Vineyard - Suite, voor trombone en harmonieorkest
- 2011 Sinfonietta, op. 32, voor harmonieorkest
- 2012 Erlebnis Blasmusik, concertmars
- 2012 sinneT, Grand Slam voor harmonieorkest

### Missen en andere kerkmuziek
- 2002 Missa Matrimoniale, voor sopraan en koperensemble, op. 15
- 2005 Festmesse, voor harmonieorkest

### Werken voor Big-Band
- Curtain Rise!
- Brushy Drums feat.
- Pia... Trombone feat.
- Snuggle Cat Trombone feat.
- A New Part Trombone feat.
- Connexion
- Blue Orange
- Triple Forty

### Kamermuziek
- 1994 Erzherzog Johann - Fantasie, voor koperkwintet
- 1994 Cocktail - Suite, voor koperkwintet
- 1994 Styrian Brass - Fanfare, voor koperkwintet
- 1998 Three Movements for Three Low Brass Players, voor 2 trombones en tuba
- 2000 Encore - Entree,  voor koperkwintet
- 2000 New Faces, voor koperkwintet, op. 9
- 2000 Fünf Tänze für den Grafen, voor koperkwintet, op. 10
- 2001 Koperkwintet nr. 1, op. 11
- 2003 Instrumenten - Zoo, voor koperkwintet
- 2004 Postludium c mineur, voor koperensemble
- 2007 Intrada 800, voor koperensemble
- 2011 Auszug der akademischen Funktionäre voor koperensemble

## Publicaties
- Reinhard Summerer: Zwölftonkomponisten und ihr formaler sowie klanglicher Bezug zur tonalen Musik. Dargestellt an den Blasmusikwerken "Thema und Variationen für Blasorchester", op. 43a, von Arnold Schönberg sowie "Zwischen gestern und morgen", Konzertstück für Blasorchester, op. 41, von Johann Sengstschmid", dissertatie 1998 aan de Universität für Musik und darstellende Kunst (Kunstuniversiteit) Graz, 1998.